# Ryder (Dakota Północna)
Ryder – miasto w Stanach Zjednoczonych, w stanie Dakota Północna, w hrabstwie Ward.